# Kościół św. Wincentego Ferreriusza i św. Bartłomieja Apostoła w Szudziałowie
Kościół pw. Świętego Wincentego Ferreriusza i św. Bartłomieja Apostoła w Szudziałowie – rzymskokatolicki kościół parafialny należący do dekanatu Krynki archidiecezji białostockiej.

## Historia

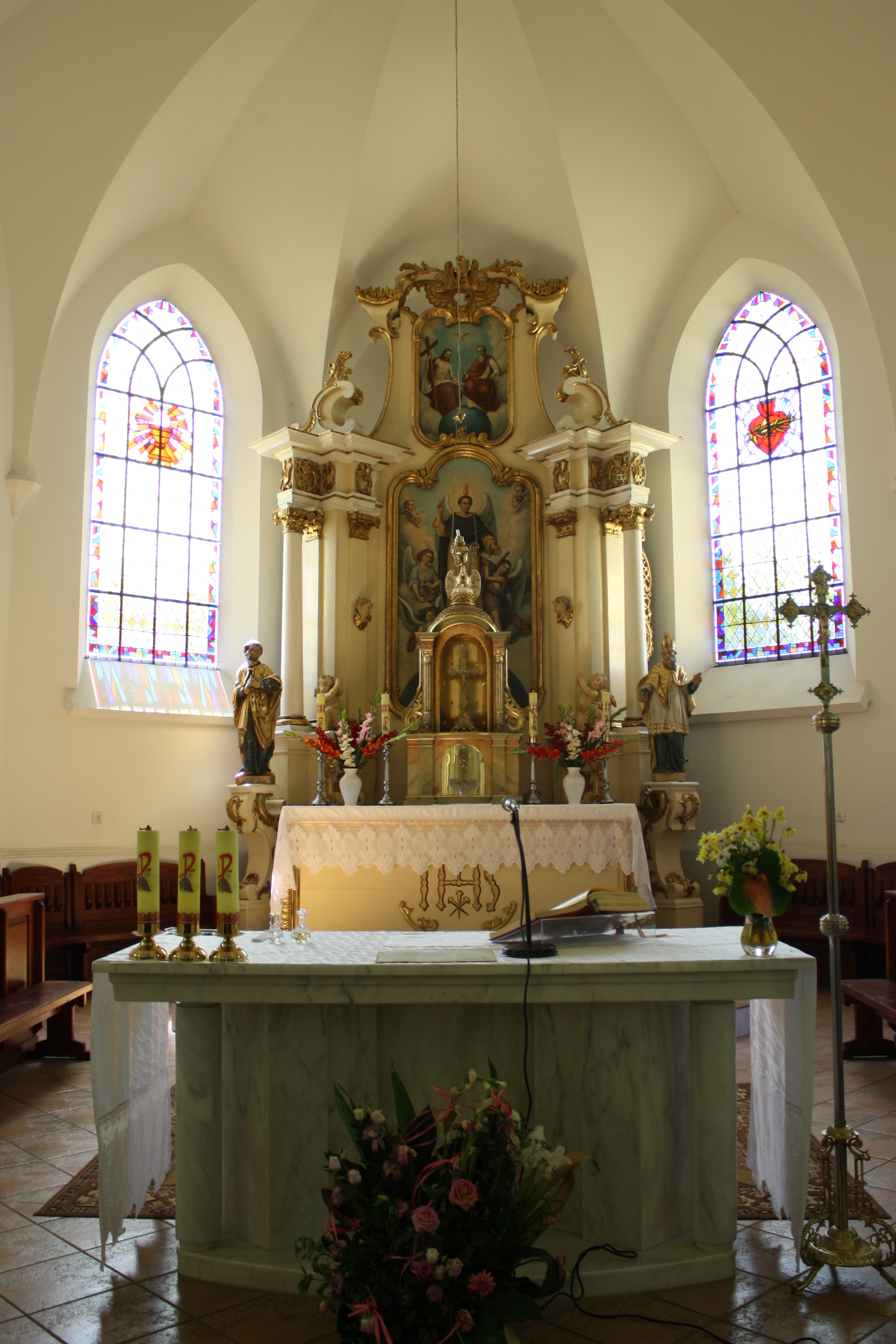
Ołtarz główny

Obecna murowana świątynia została wzniesiona w latach 1935–1937, dzięki staraniom proboszcza, księdza Ignacego Troski. Do budowy kościoła zakupiono cegłę pochodzą z ruin cerkwi św. Jerzego Zwycięzcy w Szudziałowie. Projekt świątyni został opracowany przez architektów: C. Ostachiewicza i Jan Szyllera. Kościół został poświęcony w 1938 roku przez dziekana z Sokółki, księdza Alfonsa Zienkiewicza.